# Bangladeschische Badmintonmeisterschaft 1995
Die Bangladeschische Badmintonmeisterschaft 1995 war die 18. Austragung der nationalen Titelkämpfe im Badminton in Bangladesch. 

## Sieger und Finalisten
| Disziplin    | Gold                                              | Silber                                        |
| ------------ | ------------------------------------------------- | --------------------------------------------- |
| Herreneinzel | Mohammad Jakaria (Bagura)                         | Iqbal Hossain Pista (Bogura)                  |
| Dameneinzel  | Afsana Ferdousy Runa (Bogura)                     | Dharakhasa Parvin Moni (Chittagong DSA)       |
| Herrendoppel | Ullash Gopal Tawabi (Bagura)                      | Mohammad Jakaria Iqbal Hossain Pista (Bogura) |
| Damendoppel  | Moni Luky (Chittagong DSA)                        | Afsana Ferdousy Runa Sumi (Bogura)            |
| Mixed        | Iqbal Hossain Pista Afsana Ferdousy Runa (Bogura) | Zia Hossain Moni (Chittagong DSA)             |